# ريفدا
ريفدا (بالروسية: Ревда) هي إحدى مدن روسيا في الكيان الفدرالي الروسي سفيردلوفسك أوبلاست.

## أعلام
- ألكسندر مخوموتوف
- يلينا أندريفا